# 森下泰臣
森下 泰臣（もりした やすのり、1965年〈昭和40年〉12月24日 - ）は、日本の陸上自衛官。第39代 陸上幕僚長。福岡県出身。出身職種は機甲科。

## 概要
1988年（昭和63年）3月、防衛大学校第32期を卒業し、陸上自衛隊に入隊。第2師団長、陸上幕僚副長、東部方面総監等を歴任し、2023年（令和5年）3月22日の閣議において、3月30日付をもって陸上幕僚長に任命する旨の人事が了承・発令された。
2025年（令和7年）7月15日の閣議において、同年8月1日をもって退職する旨の人事が了承・発令された。在任中宮古島沖陸自ヘリ航空事故、日野基本射撃場発砲事件、北富士演習場における手榴弾投擲における隊員死亡事故など数多くの重大事案が生起した一方で、7月24日の定例会見では自身のキャリアを振り返り、8月の退官までに自身がやるべきことをすべてやり切ったと述べた。

## 略歴

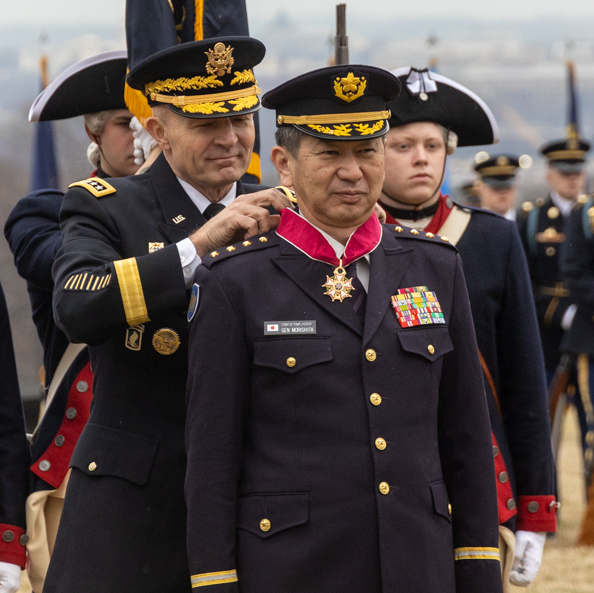
米国政府より勲功勲章を授与された森下陸幕長

- 1988年（昭和63年）3月：防衛大学校卒業（本科第32期）陸上自衛隊幹部候補生学校入校（第69期幹部候補生）

- 2002年（平成14年）7月：2等陸佐昇任
- 2004年（平成16年）8月：陸上幕僚監部防衛部防衛課
- 2007年（平成19年）
  - 1月：1等陸佐昇任
  - 8月：陸上幕僚監部人事教育部補任課勤務
- 2009年（平成21年）3月：統合幕僚監部運用部運用第1課防衛警備班長
- 2010年（平成22年）8月1日：第71戦車連隊長
- 2012年（平成24年）3月30日：陸上幕僚監部防衛部防衛課長
- 2013年（平成25年）8月22日：陸将補昇任
- 2014年（平成26年）3月28日：中部方面総監部幕僚副長
- 2015年（平成27年）8月4日：陸上自衛隊富士学校機甲科部長
- 2017年（平成29年）8月1日：陸上幕僚監部人事教育部長
- 2018年（平成30年）8月1日：陸上幕僚監部防衛部長
- 2019年（令和元年）8月23日：第2師団長
- 2020年（令和02年）8月25日：第58代 陸上幕僚副長
- 2021年（令和03年) 12月22日：第42代 東部方面総監に就任
- 2023年（令和05年）3月30日：第39代 陸上幕僚長に就任
- 2025年（令和07年）
  - 2月27日：米国政府よりレジオン・オブ・メリット勲章が授与[7][8]
  - 3月5日：フランス政府よりレジオンドヌール勲章オフィシエを受章[9]
  - 8月1日 - 退職

## 栄典
- レジオン・オブ・メリット・オフィサー
- レジオン・オブ・メリット・コマンダー - 2025年（令和7年）2月27日
- レジオンドヌール勲章・オフィシエ - 2025年（令和7年）3月5日